# Czaszka i Kości

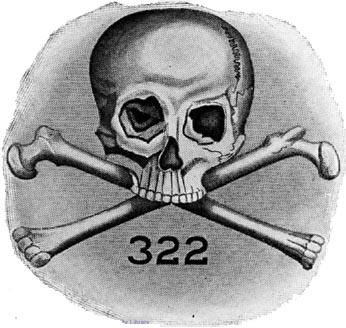
Logo Skull and Bones

Czaszka i Kości (ang. Skull and Bones) – tajne stowarzyszenie działające na Uniwersytecie Yale, elitarna organizacja pseudowolnomularska założona w 1832 przez Williama Huntingtona Russella.
Posiada własną wyspę (Deer Island) na Rzece Świętego Wawrzyńca. Do Czaszki i Kości należą głównie członkowie rodów od wieków osiadłych na wschodnim wybrzeżu Stanów Zjednoczonych, należących do finansowej arystokracji, w tym William Taft, George H.W. Bush, George W. Bush, John Kerry.